# Elaphria festivoides
Elaphria festivoides là một loài bướm đêm trong họ Noctuidae.